# Lesina (isola)
L'isola di Lèsina (in croato Hvar, in dialetto locale ciacavo Hvor o For, in greco antico: Φάρος'?, Phàros, in latino Pharia) è la più lunga fra le isole della Dalmazia, situata nel mare Adriatico tra le isole di Brazza, Lissa e Curzola. 
L'isola ha 11077 residenti, che ne fanno la quarta più popolosa delle isole della Croazia.
Centri principali sono Lèsina (Hvar), Gelsa (Jelsa), Cittavecchia (Stari Grad), Verbosca (Vrboska) e San Giorgio (Sućuraj). Dal punto di vista amministrativo l'isola appartiene alla regione spalatino-dalmata.

## Geografia

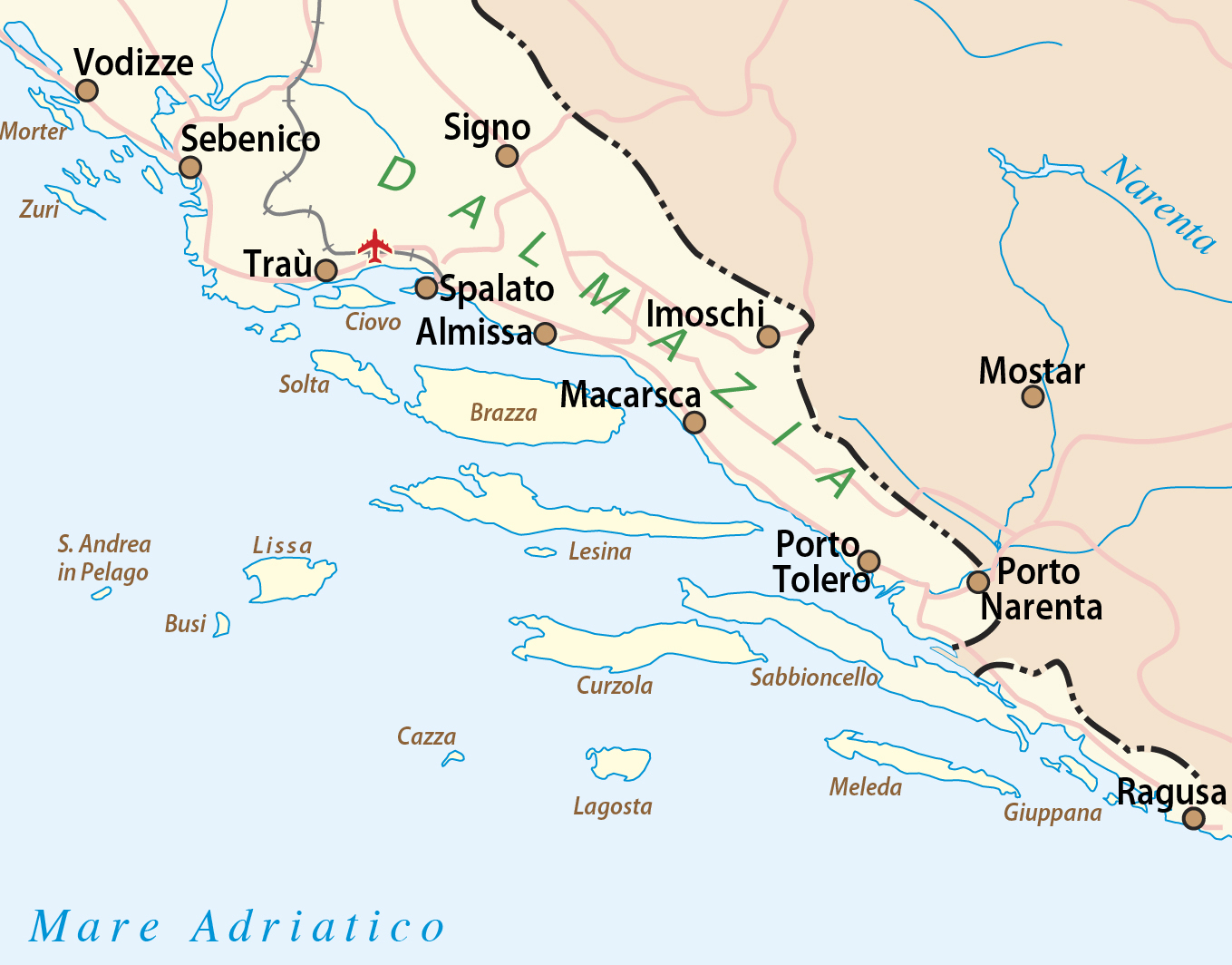
L'isola di Lesina si trova nel mare Adriatico, al largo della costa dalmata centrale

L'isola di Lesina è ubicata al largo della costa dalmata centrale. A nord, dall'altra parte del canale di Lesina (Hvarski kanal) si trova l'isola di Brazza, a sud-ovest vi è Lissa, separata dal canale di Lissa (Viški kanal) e a sud Curzola separata dal canale omonimo (Korčulanski kanal) e Torcola al di là dell'omonimo canale (Šćedrovski kanal); mentre a sud-est, oltre il canale della Narenta (Neretljanski kanal), vi è la penisola di Sabbioncello. Il canale Spalmadori (Pakleni kanal) infine, a sud-ovest, separa l'isola dal piccolo arcipelago delle Spalmadori. L'estremità orientale di Lesina, punta San Giorgio (rt Sućuraj), dista appena 6 km dal continente.
L'isola di Lesina è lunga 68 km da capo Pellegrino (rt Pelegrin) a punta San Giorgio dove c'è un faro e larga solo 10,5 km nel suo punto più ampio. Occupa una superficie di 297,37 km², che la rende la quarta isola più grande dell'Adriatico per area, e ha uno sviluppo costiero di 270 km. Il picco più alto è il monte San Nicola (Sv. Nikola), 628 m, che si trova a nord del villaggio di Santa Domenica (Sv. Nedjelja), segue il monte Om (Hum) con i suoi 603,8 m.
Le sue coste sono frastagliate in un susseguirsi di piccole e medie insenature; l'unica ampia insenatura dell'isola è la baia di Cittavecchia (Starigradski zaljev) che si apre verso nord-ovest ed è chiusa a nord-est dalla grande penisola Caval (Kabal). Molti punti di attracco si trovano nelle numerose baie della suddetta penisola, la maggiore è porto Quieto (luka Tiha), sul suo lato sud, interna alla baia di Cittavecchia. Sul lato settentrionale di Lesina, lungo e stretto come un fiordo è il porto di Verbosca (luka Vrboska) , delimitato a nord da punta Glavizza (rt Glavica), adiacente al quale c'è porto Gelsa (luka Jelsa). Il porto di Lesina (luka Hvar) a sud-ovest si trova di fronte alle isole Spalmadori.

### Isole adiacenti
- Isole Spalmadori (Paklinski otoci), piccolo arcipelago di 16 isolette a sud della punta occidentale di Lesina. L'isola maggiore si chiama San Clemente (Sveti Klement).
- Scogli Bacili (otoci Lukavci), due piccoli isolotti in mare aperto 5,2 km a sud di Lesina.
- Lunga[18] o Duga[6] (Duga), piccolo isolotto disabitato nella baia omonima, a nord della punta occidentale di Lesina; ha una superficie di 0,017 km²[1] e lo sviluppo costiero è di 0,5 km[1], ha un'elevazione di 9 m[2] 43°11′47″N 16°24′20″E. Assieme alle isole Spalmadori e agli scogli Bacili appartiene al comune della città di Lesina[19].
- Isolotto delle Lepri[20][21] (Zečevo), disabitato, vicino alla costa nord, situato circa 2 km a nord-est di Verbosca (Vrboska); ha una superficie di 0,113 km²[1], coste lunghe 1,539 km[1] e l'altezza di 29,4 m[2] 43°11′27″N 16°41′38″E.
- Torcola (Šćedro), isola a sud di Lesina, che appartiene al comune di Gelsa[19] assieme all'isolotto delle Lepri.

### Paesaggio
Lesina è un'alta dorsale est-ovest di calcare e dolomite del Mesozoico, che faceva parte del continente fino ad approssimativamente 11.000 anni fa. Intorno a quel periodo, i livelli dei mari si innalzarono, riempiendo le valli che sono ora i canali tra le isole. Lesina ha un tipico paesaggio carsico, il che significa poca o niente acqua in superficie, malgrado adeguate precipitazioni, che scompare rapidamente in crepacci del terreno. La coltivazione in tali zone richiede un'attenta conservazione dell'acqua e la protezione del suolo contro l'erosione. Le cisterne d'acqua nei campi e i muri di pietra a secco, che formano soprattutto le terrazze sui pendii, sono necessari per il successo continuo dell'agricoltura sull'isola.

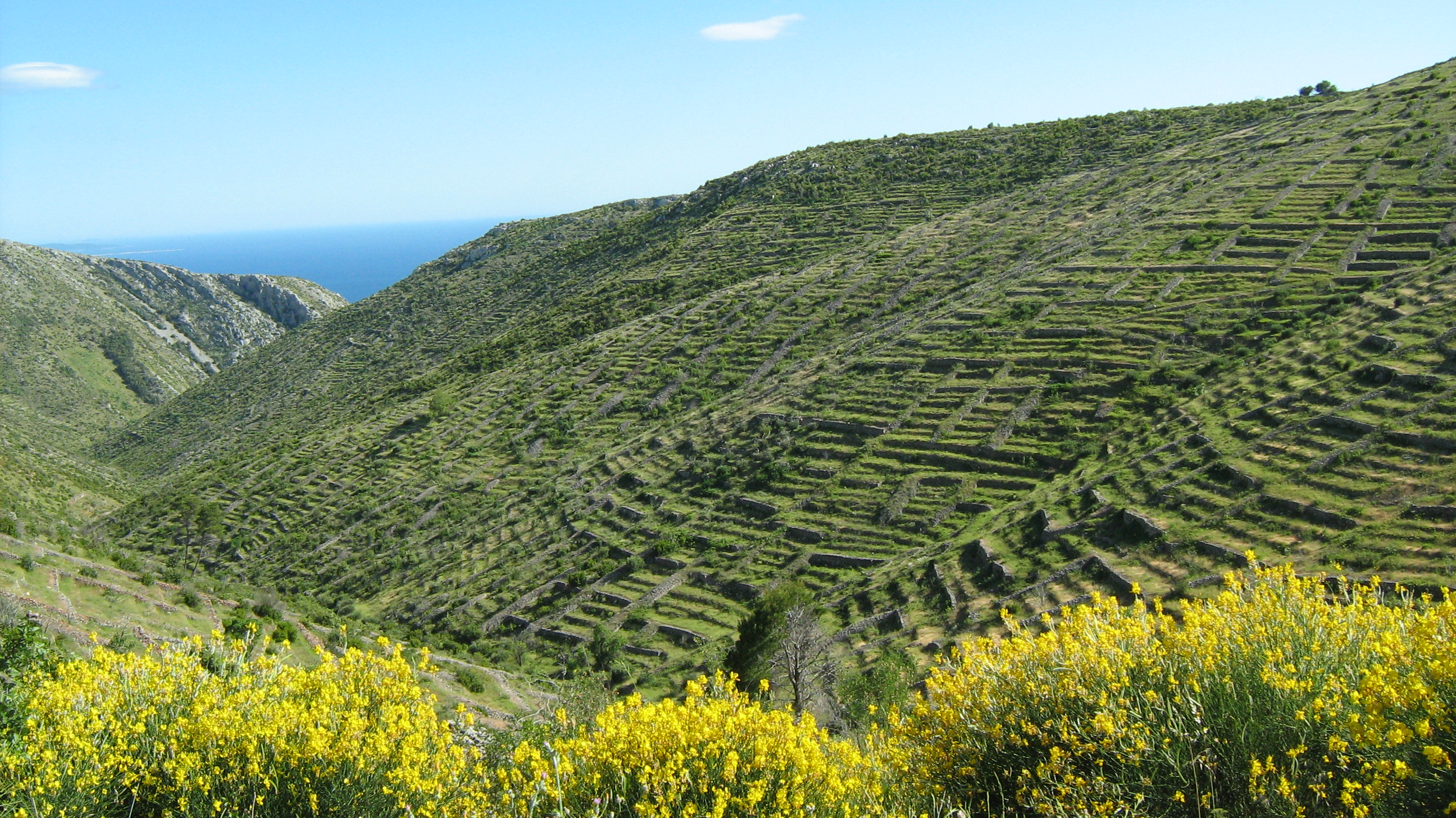
Campi di lavanda sull'isola di Lesina

L'isola ha una tipica vegetazione mediterranea, per la maggior parte brulla con macchia boscosa alle altezze più elevate e scoscese, che si trasforma in pinete sui pendii più bassi con lecci (Orno-Quercetum ilicis), pini d'Aleppo (Pinus halapensis Mill) e pini neri (Pinus nigra dalmatica). I pendii delle sue colline sono coperti di pinete, con vigneti, uliveti, frutteti e campi di lavanda nelle aree agricole. Il clima è caratterizzato da inverni miti ed estati calde con molte ore di insolazione. L'isoletta di Torcola è particolarmente ricca di vari alberi e piante mediterranee.

### Amministrazione e popolazione
L'isola di Lesina fa parte della regione spalatino-dalmata della Dalmazia (Croazia). L'isola ha quattro comuni (općina), ossia Lèsina (Hvar, 4 251 ab.), Gelsa (Jelsa, 3 582 ab.), cui appartiene la frazione di Verbosca (Vrboska), Cittavecchia (Stari Grad, 2 781 ab.) e San Giorgio (Sućuraj, 463 ab.). I dati sulla popolazione sono del 2011. 
- Lesina è la più grande città dell'isola, per molti anni un comune indipendente e importante base navale della Repubblica di Venezia. Il comune di Lesina include gli insediamenti di Brusie[26] (Brusje), Grabia[26] (Velo Grablje), Milna e Santa Domenica (Sveta Nedilja).
- Gelsa è una città mercato nella parte settentrionale dell'isola. Il comune di Gelsa comprende le località di Digno[9] (Gdinj), Gromin Dolac, Ola[27] (Ivan Dolac), Sfirze[27] (Svirče), Pitne[26] (Pitve), Poglizza[9] (Poljica), Verbosca (Vrboska), Frisnig[27] (Vrisnik), Zastrasischie[9] (Zastražišće), Zavala.
- Cittavecchia, anch'essa nella parte nord dell'isola è il sito di uno dei primi insediamenti permanenti delle isole adriatiche durante l'antichità. Oggi Cittavecchia è il principale porto dell'isola; la maggior parte dei visitatori arrivano qui via traghetto da Spalato. Il comune di Cittavecchia include gli insediamenti di Dol, Rudina, Selca e Verbagno[9] (Vrbanj).
- San Giorgio è una piccola città all'estremità orientale dell'isola, più vicina al continente, dove un servizio regolare di traghetti collega l'isola con Drivenico, frazione della città di Grado. Il comune di San Giorgio comprende i centri prevalentemente agricoli nella parte orientale dell'isola.

### Clima
Il clima di Lesina è caratterizzato da inverni miti ed estati calde. La temperatura media annuale dell'aria è 17 °C, 703 mm di precipitazioni cadono in media ogni anno sulla città di Lesina e la città ha un totale di 2.800 ore di soleggiamento all'anno. Per confronto Lesina ha una media di 7,7 ore di soleggiamento al giorno, mentre Ragusa (Dubrovnik) ne ha 7,2. Le temperature del mare vanno in media dai valori più bassi a febbraio di 14 °C a quelli più caldi durante l'estate, quando le temperature del mare di solito sono fra 23 °C e 27 °C. Il sottotipo della classificazione dei climi di Köppen per questo clima è "Csa" (clima mediterraneo).
| Dati climatici per Lesina (1981-2010) | Mesi | Mesi | Mesi | Mesi | Mesi | Mesi | Mesi | Mesi | Mesi | Mesi | Mesi  | Mesi | Stagioni | Stagioni | Stagioni | Stagioni | Anno  |
| Dati climatici per Lesina (1981-2010) | Gen  | Feb  | Mar  | Apr  | Mag  | Giu  | Lug  | Ago  | Set  | Ott  | Nov   | Dic  | Inv      | Pri      | Est      | Aut      | Anno  |
| ------------------------------------- | ---- | ---- | ---- | ---- | ---- | ---- | ---- | ---- | ---- | ---- | ----- | ---- | -------- | -------- | -------- | -------- | ----- |
| T. max. media (°C)                    | 12,6 | 12,8 | 15,1 | 18,1 | 22,9 | 26,9 | 30,2 | 30,0 | 26,2 | 22,1 | 17,1  | 13,6 | 13,0     | 18,7     | 29,0     | 21,8     | 20,6  |
| T. media (°C)                         | 9,3  | 9,3  | 11,5 | 14,5 | 19,1 | 22,9 | 25,9 | 25,7 | 22,1 | 18,5 | 13,8  | 10,5 | 9,7      | 15,0     | 24,8     | 18,1     | 16,9  |
| T. min. media (°C)                    | 5,9  | 5,7  | 7,9  | 10,9 | 15,3 | 18,8 | 21,6 | 21,4 | 18,0 | 14,8 | 10,6  | 7,4  | 6,3      | 11,4     | 20,6     | 14,5     | 13,2  |
| Precipitazioni (mm)                   | 56,2 | 53,5 | 63,4 | 54,1 | 40,0 | 29,7 | 21,6 | 44,6 | 56,8 | 81,9 | 101,6 | 90,4 | 200,1    | 157,5    | 95,9     | 240,3    | 693,8 |
| Giorni di pioggia                     | 7    | 7    | 7    | 7    | 5    | 5    | 2    | 3    | 5    | 6    | 9     | 9    | 23       | 19       | 10       | 20       | 72    |
| Ore di soleggiamento mensili          | 144  | 161  | 200  | 232  | 298  | 330  | 374  | 343  | 259  | 199  | 138   | 127  | 432      | 730      | 1 047    | 596      | 2 805 |

## Storia
L'ubicazione di Lesina al centro delle rotte di navigazione dell'Adriatico ha reso a lungo quest'isola un'importante base per il controllo dei traffici su e giù per l'Adriatico, attraverso l'Italia e per tutto il Mediterraneo. Essa è abitata fin dai tempi preistorici, originariamente da un popolo del Neolitico la cui caratteristica ceramica diede origine al termine cultura di Lesina, e in seguito dagli Illiri. Gli antichi Greci fondarono la colonia di Pharos nel 384 a.C. sul sito dell'odierna Cittavecchia (Stari Grad), facendone una delle più antiche città d'Europa. Essi furono responsabili anche dell'istituzione delle divisioni dei campi agricoli nella piana di Cittavecchia, ora patrimonio dell'umanità dell'UNESCO. Nei tempi medievali, la città di Lesina acquistò importanza all'interno dell'Impero veneziano come importante base navale. La prosperità portò la cultura e le arti, con uno dei primi teatri pubblici in Europa (nel 1612), i palazzi dei nobili e molti raffinati edifici comunali.

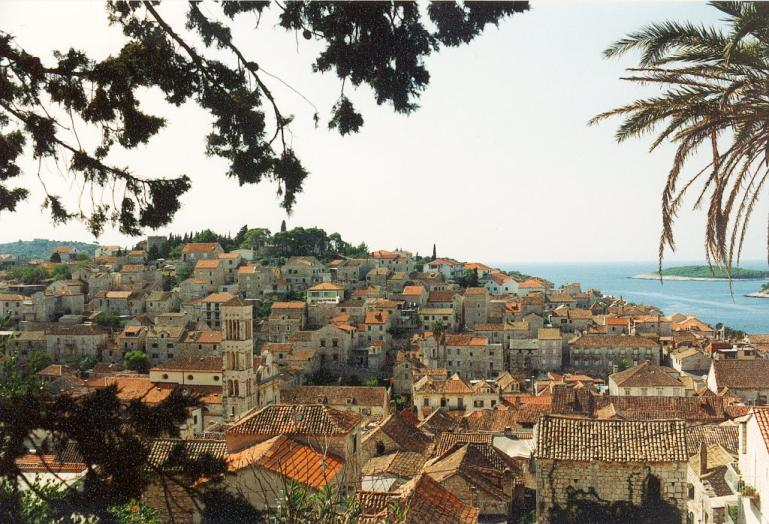
Una veduta della città di Lesina dal castello

I primi abitanti dell'isola di Lesina furono popolazioni neolitiche che stabilirono probabilmente relazioni commerciali tra Lesina e le rive orientali del Mediterraneo. La cultura di Lesina durò dal 3500 al 2500 a.C.
A cominciare dal IV secolo a.C., i Greci colonizzarono l'isola. Nel 384 a.C. i coloni greci di Pharos sconfissero i guerrieri Iadasinoi e i loro alleati, invitati dagli indigeni di Lesina nella loro resistenza alla colonizzazione greca. La loro vittoria su forze molto più grandi fu immortalata in una delle più antiche iscrizioni conosciute della Croazia.
In seguito alla vittoria romana nella Seconda guerra illirica contro Demetrio di Faro, l'isola divenne parte dello Stato romano nel 219 a.C. e il nome greco Pharos (in italiano Faro) fu cambiato in Pharia (Faria).
Dopo la caduta dell'Impero romano d'Occidente l'isola cadde sotto il controllo di Bisanzio. La popolazione aumentò nella tarda antichità, come testimoniato dall'abbomdanza di ritrovamenti archeologici del periodo. Un gran numero di nuove villae rusticae (ossia ville di campagna) furono costruite nella pianura di Cittavecchia e sulle rive orientali in precedenza vuote.

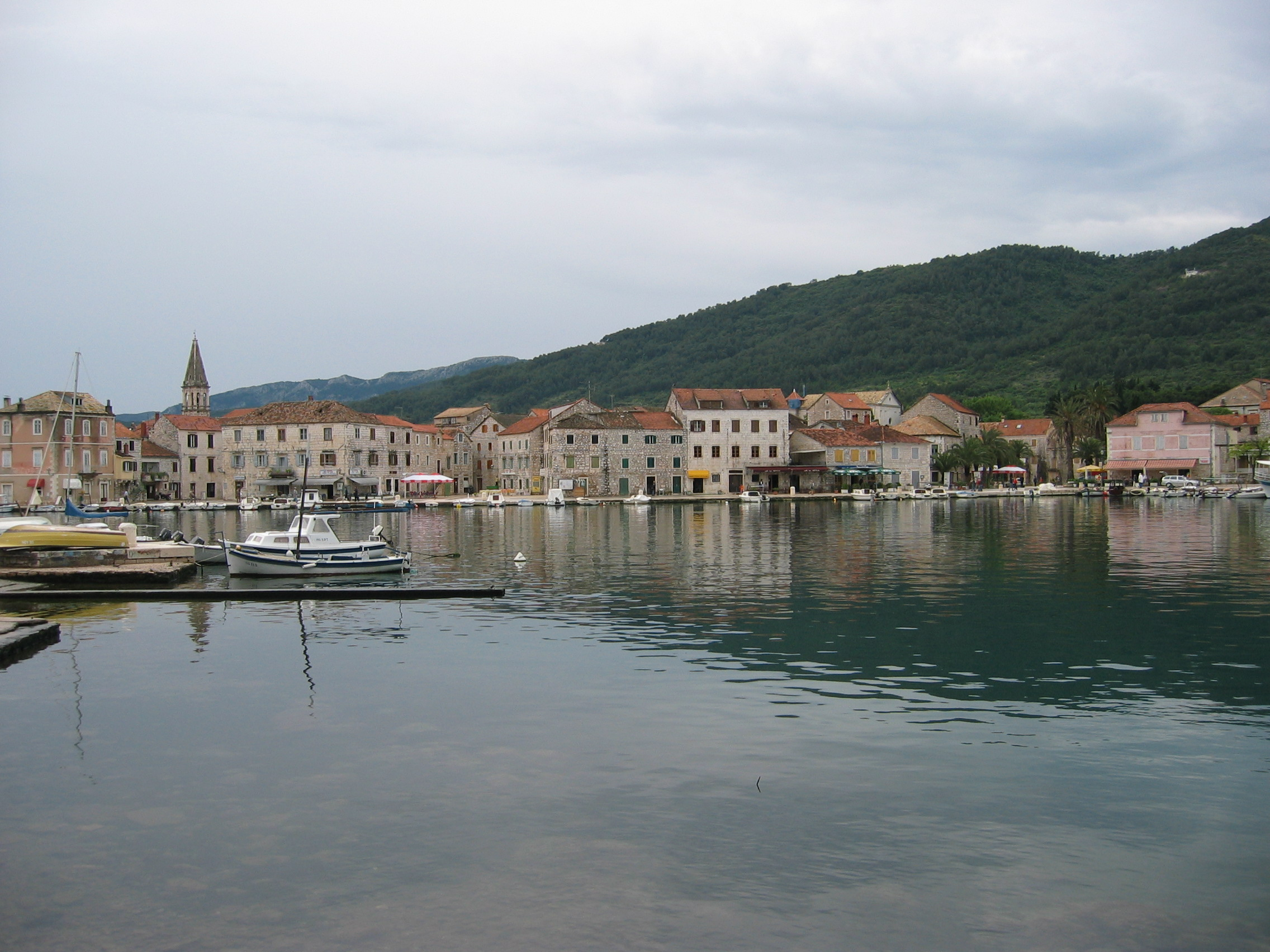
Una veduta di Cittavecchia sull'isola di Lesina

All'inizio del Medioevo, le tribù slave occuparono l'isola. Nella prima metà del VII secolo i Narentani si impadronirono dell'isola. I marinai veneziani vedevano l'isola mentre navigavano verso sud ed erano minacciati dai pirati narentini dell'isola. Nell'XI secolo l'isola si unì al Regno di Croazia.
Nel XII secolo l'ascesa della Repubblica di Venezia portò i vini e la viticoltura che nel Medioevo fiorì in una importante industria per l'isola. Questa cadde infine di nuovo sotto il dominio bizantino e poi sotto il Regno di Croazia e Ungheria. Nel 1331 i Veneziani misero l'isola sotto protezione contro le minacce della pirateria. Secondo la pace di Zara del 1358, l'isola fu ceduta al Regno di Ungheria. Per breve tempo nell'estate del 1390 essa fu tenuta dal re bosniaco Stefano Tvrtko I. Nel 1409, la Repubblica di Venezia assunse finalmente il suo possesso definitivo dell'isola.
Con il tempo, l'isola prosperò grazie alla pesca, alla coltivazione del rosmarino, della lavanda e delle olive.
Nel XVI secolo fu un periodo tumultuoso con la ribellione di Lesina (un'insurrezione dei plebei contro la dispotica e crudele aristocrazia locale, che ebbe il suo culmine tra il 1510 e il 1514). La Repubblica di Venezia tenne inizialmente una posizione neutrale tra le due fazioni, tentando una mediazione. Fallito il tentativo, nel timore che i disordini si estendessero alle altre colonie della Dalmazia, dove cresceva il malcontento contro il loro dominio, i Veneziani schiacciarono spietatamente i ribelli e impiccarono venti dei loro capi. Le incursioni costiere dei pirati e dell'esercito ottomano dal continente diedero luogo ad alcuni insoliti edifici fortificati sulla costa settentrionale per proteggere la popolazione locale.
Dopo un breve periodo sotto il dominio napoleonico, l'isola divenne parte dell'Impero austriaco, conoscendo un periodo più pacifico e prospero. Sulla costa, furono ampliati i porti, costruiti i moli e si svilupparono le attività della pesca e della cantieristica. Allo stesso tempo, aumentarono le esportazioni di vino dell'isola, insieme alla produzione di lavanda e rosmarino per l'industria francese dei profumi. Sfortunatamente, questa prosperità non continuò nel XX secolo poiché le barche a vela di legno andarono fuori uso e la piaga della fillossera colpì la produzione vinicola. Molti isolani partirono per farsi una nuova vita altrove.

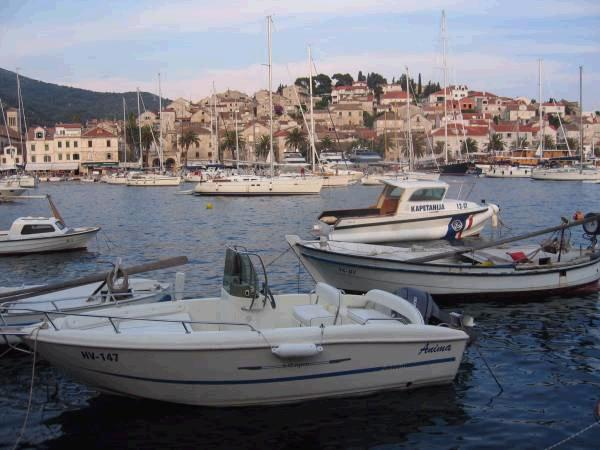
Il porto della città di Lesina

Lesina è importante nella storia della Croazia come uno dei centri della letteratura croata durante il Rinascimento, con scrittori come Pietro Ettoreo (Petar Hektorović) e Annibale Lucio (Hanibal Lucić). A Cittavecchia, i turisti possono vedere la villa/fortezza di Pietro Ettoreo chiamata palazzo Ettoreo (kastel Tvrdalj), progettato architettonicamente dal poeta stesso.
Le chiese dell'isola contengono molti importanti dipinti e opere d'arte di famosi artisti veneziani, compreso Tintoretto, Veronese, Gentile Bellini e altri.
Nel 1797 con la caduta della Repubblica di Venezia Lesina fu annessa alla monarchia asburgica in base al trattato di Campoformio. Ma le forze dell'Impero francese la catturarono nel 1806 durante le guerre napoleoniche prima che fosse presa infine dalle marine e dai marinai britannici nel 1812.
Durante il rinascimento nazionale croato, nell'epoca del risveglio nazionale in Europa, molte eminenti figure della Croazia meridionale, e della Croazia in generale, venivano da Lesina.

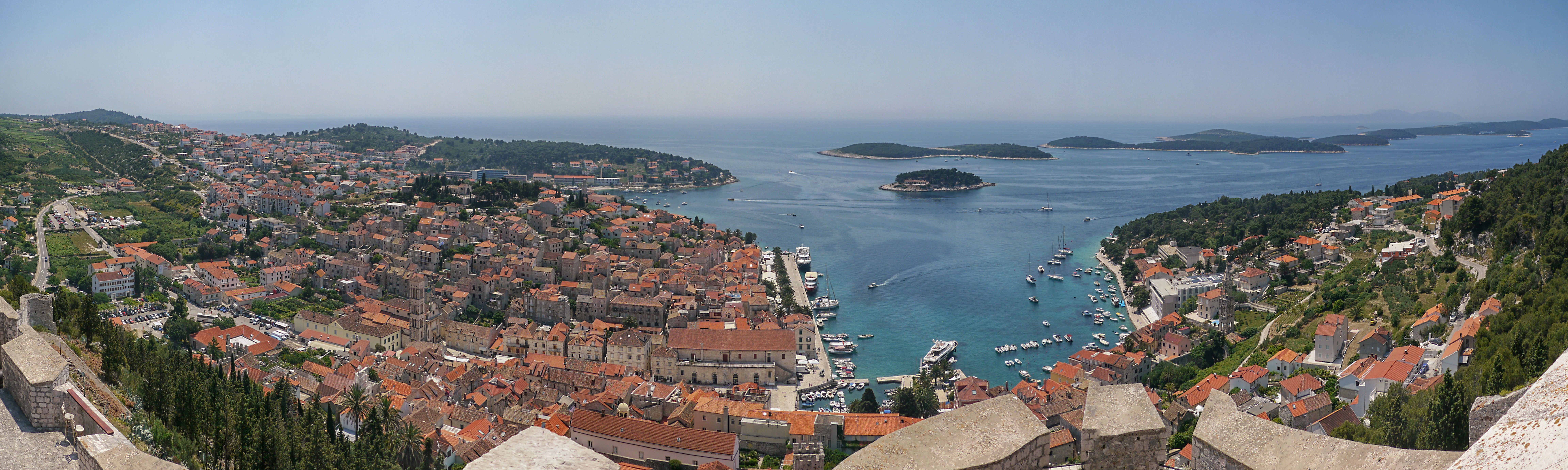
Panoramica della città di Lesina con le isole Spalmadori

Gli Austriaci riguadagnarono il controllo dell'isola in accordo con il congresso di Vienna del 1815 e fino all'inizio del XX secolo portarono un periodo di relativa prosperità. L'esercito italiano occupò l'isola dal 1918 fino al 1921, quando Lesina con il resto della Croazia si unì al Regno di Jugoslavia. Nel 1939, fu formata un'autonoma Banovina di Croazia che includeva anche l'isola. Durante la seconda guerra mondiale, essa fu sotto il controllo dello Stato Indipendente di Croazia, ma sotto l'occupazione militare dell'Italia fascista fino al 1943. Dopo il 1945, divenne parte della Repubblica Popolare di Croazia, uno degli stati federali della Jugoslavia Comunista.
Nel 1992 la Repubblica di Croazia fu riconosciuta come uno stato indipendente, nella cui riorganizzazione territoriale Lesina ottenne una posizione.
L'isola di Lesina ha dato i natali a molte personalità illustri. Fra i tanti è da citare Ivan Vučetić, l'uomo che perfezionò la dattiloscopia alla svolta del XX secolo. In tempi più recenti, uno dei più famosi cittadini di Lesina è l'allenatore ed ex calciatore Igor Tudor (che ha giocato e allenato a lungo in Italia). Anche Tonči Tadić, uno dei più importanti politici croati, è nato nell'isola di Lesina.

## Economia
I residenti di Lesina lavorano per la maggior parte nelle industrie della pesca e del turismo. Come detto in precedenza, Lesina ha un clima mediterraneo molto mite, belle spiagge e una vegetazione mediterranea che ne fanno una delle più attraenti località turistiche d'Europa. L'isola si promuove come "il posto più soleggiato d'Europa", con oltre 2.715 ore di luce solare in un anno medio.
La città di Lesina è il capoluogo e il principale centro turistico. Presenta una grande piazza pubblica, piazza Santo Stefano (trg Svetog Stjepana), che è aperta sul mare. Durante la stagione turistica, il porto si riempie di grandi yacht. Discoteche aperte tutta la notte attirano grandi folle di giovani visitatori, ma non mancano altri tipi di attrazioni di tipo artistico e culturale. Un'industria turistica ha continuato a crescere e contribuisce ora in modo significativo all'economia dell'isola. La creazione dell'Associazione igienica di Lesina nel 1868 per l'assistenza ai visitatori dell'isola è stata strumentale per lo sviluppo di un'infrastruttura di alberghi, appartamenti, ristoranti, porticcioli turistici, musei, gallerie e caffè. Grazie al suo clima mite, alla sua natura intatta e ai suoi monumenti storici l'isola di Lesina è stata presto scoperta dai turisti di tutto il mondo e oggi è una popolare meta, regolarmente inclusa tra le prime 10 isole dalla rivista Conde Nast Traveler.
Un'altra importante attività economica è la coltivazione della lavanda, usata per oli e saponi aromatici. Lesina è spesso chiamata l'"isola della lavanda".
Lesina è anche una delle due più famose zone vinicole della Croazia. I vigneti sul lato meridionale dell'isola sono famosi per i vini rossi prodotti dall'uva Plavac Mali. La pianura centrale tra Cittavecchia e Gelsa è famosa per i suoi vini bianchi.

## Società

### La presenza autoctona di italiani
A Lesina esiste una piccola comunità di italiani autoctoni, che rappresentano una minoranza residuale di quelle popolazioni italiane che abitarono per secoli ed in gran numero, le coste dell'Istria e le principali città di questa, le coste e le isole della Dalmazia, e il Quarnaro, che erano territori della Repubblica di Venezia. La presenza di italiani autoctoni a Lesina è drasticamente diminuita in seguito all'esodo giuliano dalmata, che avvenne dopo la seconda guerra mondiale e che fu anche cagionato dai "massacri delle foibe".
Gli antichi rapporti di Lesina (e dell'intera Dalmazia) con l'Italia e il lungo dominio della Repubblica di Venezia hanno lasciato un segno profondo nella cultura di quest'isola, dove un tempo si parlava anche la lingua italiana. Le tensioni e le vicende storiche (a volte anche sanguinose) che, a partire dagli anni successivi alla prima guerra mondiale, portarono a una crescente slavizzazione della Dalmazia e a un progressivo allontanamento degli italiani da queste terre, iniziato con il primo esodo dei dalmati italiani e culminato con l'esodo giuliano dalmata avvenuto a partire dalla fine della seconda guerra mondiale, determinarono la quasi scomparsa della comunità italofona da Lesina. Oggi, grazie alle iniziative legislative assunte dalla Repubblica di Croazia a partire dagli anni 2000 per tutelare le minoranze linguistiche, anche la piccola comunità dei dalmati italiani ha cominciato a fruire di maggiori spazi di autonomia (sia pure in mezzo a grandi difficoltà). Inoltre, con i numerosi turisti italiani che ogni anno (specie d'estate) affollano Lesina, la lingua italiana è tornata a farsi sentire sull'isola e molti residenti locali sono in grado di parlarla o quanto meno di comprenderla.

#### Gli italiani sull'isola di Lesina
Nel corso del XIX secolo la popolazione di lingua italiana, già minoritaria e ridotta alle principali città dell'isola, fu soggetta a un lento e progressivo calo al punto da costituire, al momento del censimento austriaco del 1900, appena l'1,4% della popolazione dell'isola, con punte massime del 3,9% a Cittavecchia comune e del 5,4% a Cittavecchia città.
A partire dagli anni precedenti la Grande guerra parte di questa popolazione abbandonò la propria terra per rifugiarsi in gran parte a Zara o nelle province giuliane (dopo il 1924 anche a Fiume) oppure, seguendo l'esempio di alcuni curzolani e lissani, nella vicina Lagosta, unica tra le isole dalmate che fu assegnata all'Italia dal trattato di Rapallo. Altri semplicemente si trasferirono nel resto del territorio italiano.
Qualche famiglia italiana rimase comunque sotto la Jugoslavia dei Karađorđević ma, all'arrivo dei titini nel 1943, una parte di questi cittadini furono fucilati: l'11 settembre 1943 Guido Rocchi Lusic, di 68 anni, venne prelevato dalla "casa del Vecchio" e portato, insieme a una bara, nel cimitero. Venne arrestata anche la figlia Dora di 24 anni. In piena notte, abbracciati, vennero fucilati mentre gridavano: "Viva l'Italia". Nello stesso cimitero venne fucilato Fortunato Marchi dopo essersi scavato la fossa.
Non giovarono di certo ai rapporti fra croati e italiani né le rappresaglie partigiane né il comportamento delle truppe di occupazione italiane (squadre di camicie nere e Carabinieri e Questurini, principalmente provenienti dalle Puglie), che anche a Lesina, e precisamente nei paesi di Verbagno (Vrbanj) e Cittavecchia di Lesina compirono devastazioni e violenze gratuite, con incendi di case civili, fucilazioni sommarie, saccheggi e vessazioni.
A Spalato invece, il 22 settembre 106 persone vengono fucilate dagli slavi e sepolte in tre fosse comuni: tra le vittime, il provveditore agli Studi Giovanni Soglian, nato a Cittavecchia di Lesina nel 1901. Era stato professore presso l'Università di Varsavia e preside del liceo di Bressanone.
La tradizione di lingua e cultura italiane è stata progressivamente soppiantata, sicché molte famiglie con origini italo-venete non conoscono né parlano più correntemente l'italiano, per ragioni di assimilazione. In questi ultimi anni è però presente un consistente afflusso turistico da parte di Italiani della penisola, ragion per cui anche gli abitanti naturalizzati croati hanno occasione di parlare italiano.
All'inizio degli anni 2000 è stata finalmente riconosciuta dalla Croazia, nell'ambito dell'Unione Italiana, la Comunità Nazionale Italiana, composta dagli oramai pochissimi connazionali rimasti e da quei croati che hanno, anche in parte, ascendenza italiana.

#### Gli italiani a Cittavecchia e Lesina
Gli italiani dell'isola di Lesina vivevano concentrati nel capoluogo, dove costituivano la metà della popolazione e a Cittavecchia dove erano la maggioranza. Una piccola minoranza viveva a Gelsa. Il resto dell'isola invece era compattamente croato. Gli italiani delle due località erano artigiani, proprietari terrieri ma anche marinai, pescatori e contadini (Lesina, infatti era l'unico luogo della Dalmazia dove esistevano contadini italiani). L'isola aveva dato all'Italia nel XIX secolo tre patrioti: Francesco Boglich-Perasti, Felice Baylon e Luigi Machiedo. Nel 1879 combattivo rappresentante degli italiani locali era Giovanni Botteri, podestà e deputato di Cittavecchia, grande amico e collaboratore dell'ultimo sindaco italiano di Spalato, Antonio Bajamonti. Suoi avversari acerrimi furono i deputati isolani don Juraj Biankini (al secolo Giorgio Bianchini) e Ivan Machiedo (al secolo Giovanni Machiedo), entrambi provenienti da famiglie di lingua e cultura italiane di Lesina città. Machiedo, peraltro, era già stato esponente della locale comunità italofona.
Cittavecchia fu sempre roccaforte dei dalmati isolani di lingua italiana, tant'è che nel 1885, il suo Consiglio comunale venne sciolto d'autorità dai funzionari austriaci, e nelle successive elezioni venne conquistato dai croati. In risposta alla croatizzazione dell'isola, nel 1895 vennero fondate a Lesina e Cittavecchia le sezioni locali della Lega Nazionale. Al termine della Prima guerra mondiale, l'isola venne occupata dall'esercito italiano, cosa che animò gli italiani locali contro gli slavi. Tuttavia, nel 1921, con il ritiro delle truppe italiane, gli italiani, soprattutto a Cittavecchia, per paura di ritorsioni da parte dei propri concittadini slavi, abbandonarono in massa l'isola. Nel 1927, si contavano nell'isola solo 509 italiani (concentrati soprattutto a Lesina città), anche se nel 1922 era stata riaperta la locale scuola italiana. Nel 1930 si contavano solo 80 italiani a Lesina e 60 a Cittavecchia. Nel 1933 la scuola mistilingue di Lesina contava però ancora 34 alunni.

## Nomi dell'isola
Come colonia greca, l'isola era nota come Pharos "faro". Il poeta greco Apollonio di Rodi si riferiva all'isola come "Piteyeia" nel III secolo a.C., un nome derivato dalla parola greca pitys, che significa "abete rosso".
Nella provincia romana della Dalmazia era conosciuta come Pharia e in seguito Fara.
All'inizio del Medioevo, i Croati si insediarono sull'isola e la chiamarono Hvar, sostituendo la consonante "f" con l'antica consonante croata "hv". Ma l'isola era ancora dominata dagli Illiri romanizzati. L'influenza dei Croati convinse la popolazione romana residente a cambiare ancora una volta il nome ufficiale in Quarra.
Dalla fine dell'XI secolo il suo nome italiano è Lesina; in veneto, Liesena. Il nome rimase ufficiale durante il dominio veneziano. Il nome italiano ha un'origine slava, Lesna, che significa "legno" (essendo stata l'isola pesantemente disboscata per ricavarne legname).

## Tradizioni
Da cinque secoli nell'isola si ripete la tradizione della Za križen (letteralmente: "Seguendo la croce"), una processione notturna che si tiene in occasione del Giovedì santo. La manifestazione è inclusa nell'elenco dei beni culturali immateriali dell'UNESCO.

## Curiosità
Dei resti fossili di Pontosaurus, un rettile estinto, sono stati rinvenuti nell'isola.

### Cartografia
- (HR) Mappa topografica della Croazia 1:25000, su preglednik.arkod.hr. URL consultato il 14 gennaio 2017.
- G. Giani, Carta prospettiva delle Comuni censuarie della Dalmazia, foglio 9, 1839. Fondo Miscellanea cartografica catastale, Archivio di Stato di Trieste.